# El Mingo
El Mingo är en ort i Mexiko.   Den ligger i kommunen Cárdenas och delstaten Tabasco, i den sydöstra delen av landet, 600 km öster om huvudstaden Mexico City. El Mingo ligger 5 meter över havet och antalet invånare är 470.
Terrängen runt El Mingo är mycket platt. Havet är nära El Mingo åt nordväst. Runt El Mingo är det ganska tätbefolkat, med 179 invånare per kvadratkilometer. Närmaste större samhälle är Encrucijada 3ra. Sección, 9,6 km söder om El Mingo. Trakten runt El Mingo består till största delen av jordbruksmark.